# Franc-maçonnerie en France
Vous lisez un « bon article » labellisé en 2007.

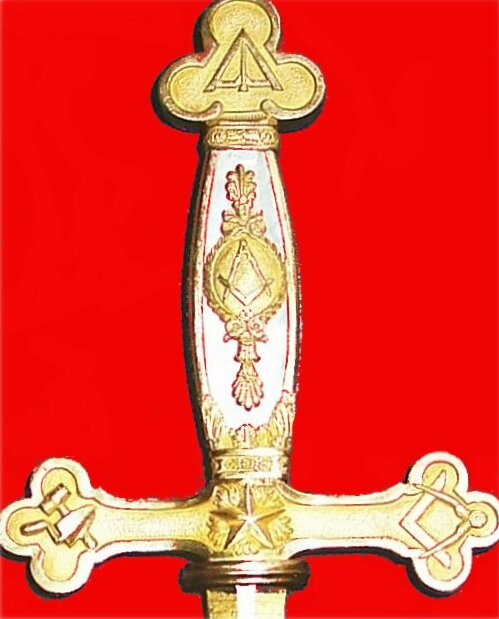
Pommeau d'une épée maçonnique (épée de Lafayette).

La franc-maçonnerie en France s'intègre dans un ensemble de mouvements historiques et sociaux très divers formant un espace de sociabilité qui recrute ses membres par cooptation et pratique des rites initiatiques faisant référence à un secret maçonnique et à l'art de bâtir. Apparue initialement en Écosse sous sa forme spéculative à Kilwinning (juin 1598) et à Édimbourg (septembre 1598), elle se développe également en Grande-Bretagne au XVIIe siècle puis se réorganise à Londres en 1717. Elle apparaît en France sous l'influence des Stuart émigrés et de leur entourage vers la fin du XVIIe siècle, mais son essor dans les années 1720 dépend alors surtout du concours des francs-maçons anglais. La franc-maçonnerie se diffuse en France, comme dans de très nombreux pays du monde, au début du XVIIIe siècle.
La franc-maçonnerie se structure au fil des siècles autour d'un grand nombre de rites et de traditions. Au fil du temps et notamment à partir de 1893, l'appréciation philosophique et la pratique de ces rites entraîne la création de différentes fédérations, nommées obédiences, qui ne se reconnaissent pas toutes entre elles. Elle se décrit, suivant les époques, les obédiences et les pays, comme une « association essentiellement philosophique et philanthropique », comme un « système de morale illustré par des symboles » ou enfin, comme un « ordre initiatique ».
Cet article décrit son histoire et son organisation dans le cas particulier du territoire français, où elle compte en 2014 plus de 175 000 membres.

## L'historiographie maçonnique française
Jusqu'au milieu du XXe siècle, l'histoire de la franc-maçonnerie fut exclue du champ de l'histoire universitaire classique. Particulièrement en France, l'historiographie maçonnique se partageait alors presque exclusivement entre des auteurs nettement hostiles à la franc-maçonnerie et d'autres qui lui étaient résolument favorables et qui étaient souvent maçons eux-mêmes.
Depuis, son influence politique s'étant amoindrie, son conflit historique avec l'Église catholique en France s'étant sinon résolu, du moins apaisé, elle est devenue politiquement moins puissante. Dans ce climat devenu plus favorable à l'application des principes et méthodes de l'érudition classique, l'historiographie maçonnique a pu se développer et se constituer en une discipline autonome, la maçonnologie, consacrée à une étude plus large et plus neutre de l'univers culturel et intellectuel très varié que constitue la franc-maçonnerie européenne en général, et la franc-maçonnerie française en particulier.
La franc-maçonnerie française offre à l'historien de nombreux documents (manuscrits, diplômes, gravures, caricatures, articles de journaux, imprimés). Elle a produit également un grand nombre d'objets rituels (tabliers maçonniques, tableaux de loge, vaisselle, médailles commémoratives, etc.), mais également de la vie courante (montres, pipes, tabatières, sujets en faïence) exposés au public dans plusieurs musées ou expositions permanentes. Mais les sources principales restent celles des manuscrits et en tout premier lieu le cabinet des manuscrits de la Bibliothèque nationale de France et celui de la Bibliothèque municipale de Lyon. En 2001, le gouvernement russe a par ailleurs restitué aux obédiences françaises, qui les mettent à la disposition des historiens, la totalité des archives qui avaient été confisquées aux loges pendant l'occupation allemande et qui étaient conservées à Moscou depuis la libération.

## Histoire

### LeXVIIIesiècle

Implantation des loges en France en 1789.

D'après une tradition remontant à 1777, la première loge maçonnique apparue en France aurait été fondée en 1688, au sein du régiment « Royal Irlandais » arrivé en France à la suite de l'exil de Jacques Stuart, sous le nom de « La Parfaite Égalité » de Saint-Germain-en-Laye. Les historiens estiment que la chose est très vraisemblable, notamment du fait de la présence sur place de très nombreux aristocrates écossais francs-maçons, mais elle n'a jamais pu être totalement démontrée. De même, la première loge de source anglaise aurait été l'« Amitié et Fraternité » fondée en 1721 à Dunkerque.
La première loge dont l'existence est historiquement bien documentée fut fondée par des Britanniques à Paris « vers l'année 1725 ». Elle se réunissait chez le traiteur anglais Barnabé Hute, rue des Boucheries, « à la manière des sociétés angloises », et regroupait principalement des Irlandais et des exilés stuartistes. C'est assez probablement cette même loge qui recevra en 1732 des patentes officielles de la Grande Loge de Londres sous le nom de loge « Saint Thomas no 1 », se réunissant à l'enseigne du « Louis d'Argent », toujours rue des Boucheries.
En 1728, les francs-maçons français décident de reconnaître comme « grand maître des francs-maçons en France », Philippe, duc de Wharton (1698-1731), qui séjourne à Paris et à Lyon de 1728 à 1729, et qui avait déjà été, en 1723, grand maître de la Grande Loge de Londres. Les jacobites James Hector MacLean (1703-1750) qui proclame les règlements généraux le 27 octobre 1735 (c'est dans ce texte que le terme « Grande Loge » apparaît) puis Charles Radclyffe, duc de Derwentwater, lui succéderont. La nomination de Wharton, antérieure à la transformation de la « Grande Loge de Londres » en « Grande Loge d'Angleterre » en 1738, est considéré par une partie des historiens comme le point de départ d'une franc-maçonnerie française indépendante de celle de Grande-Bretagne.
Si l'existence d'un grand maître en France est ainsi attestée dès 1728, il faudra cependant attendre dix ans de plus pour qu'une véritable assemblée des représentants de toutes les loges « anglaises » et « écossaises », constitue pleinement la première Grande Loge de France le 24 juin 1738 et institue Louis de Pardaillan de Gondrin (1707-1743), deuxième duc d'Antin, « Grand Maître général et perpétuel des maçons dans le royaume de France ». La proclamation du duc d'Antin, prince de sang, à ce titre, aura pour effet rapide d'alléger les opérations de surveillance que la police commençait à conduire sur la « société secrète » et son influence convaincra probablement le roi Louis XV d'oublier de faire enregistrer la bulle papale de Clément XII, condamnant la franc-maçonnerie, par le Parlement.
En décembre 1736, le chevalier de Ramsay prononce un discours développant l'idée d'une origine chevaleresque de la franc-maçonnerie. Cette idée aura par la suite une influence certaine sur l'apparition dans la période 1740-1770 de très nombreux hauts grades maçonniques qui seront regroupés par la suite au sein des différents rites maçonniques.
La première révélation au public français des secrets maçonniques date de 1737. Elle sera ensuite publiée en 1738 dans La Gazette de Hollande sous le nom La réception d'un frey-maçon et fait suite aux perquisitions du lieutenant de police Hérault ainsi qu'au témoignage d'une demoiselle Carton, danseuse d'opéra, à laquelle un Frère se serait confié. La police de l'époque attire l'attention du pouvoir royal sur les dangers que ferait courir à la monarchie absolue une telle « Société où l'on admet des personnes de tous États, conditions, religions, où il se trouve un grand nombre d'Étrangers ». Elle fait en conséquence défense « à tous traiteurs cabaretiers, aubergistes et autres de recevoir les dites assemblées de freys-maçons », ce qui ne les empêche nullement de continuer à se réunir, sous la protection de personnes de la haute noblesse, telles que le duc d'Antin. D'autres perquisitions eurent lieu de 1740 à 1745. Elles donnèrent lieu à des rapports de police très détaillés qui sont aujourd'hui une source précieuse pour les historiens de la franc-maçonnerie. Elles furent accompagnées d'arrestations et de condamnations légères, puis la franc-maçonnerie s'installa définitivement dans le paysage social français et les condamnations émanant du pouvoir royal cessèrent jusqu’à la fin du siècle.

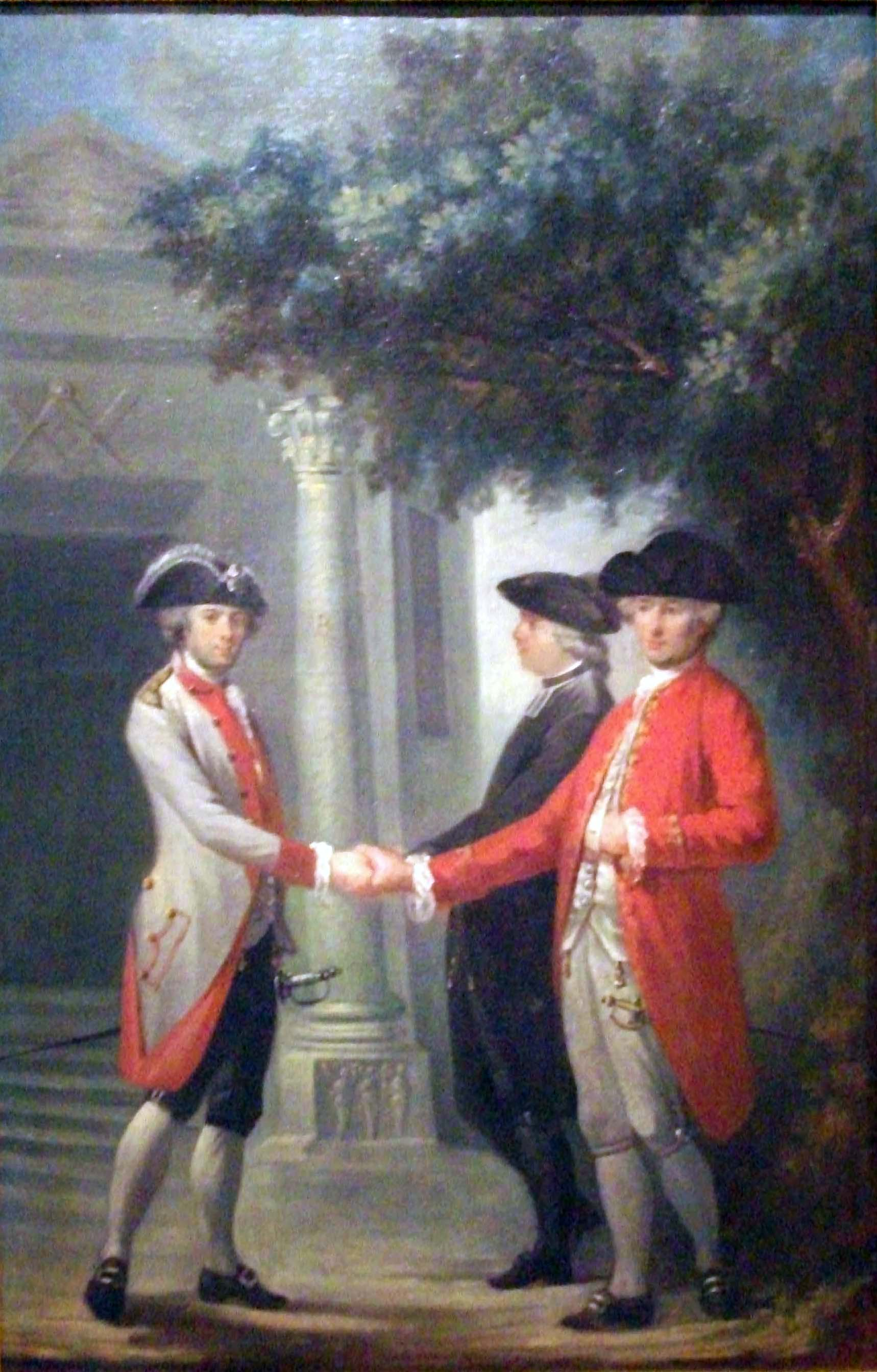
Nicolas Perseval, L'Union des trois ordres, c. 1789.

L'année 1738 est également celle de la condamnation de la franc-maçonnerie par la bulle « in eminenti apostolatus specula » du pape Clément XII. Si cette condamnation fut le signal d'une vague de persécutions dans les pays européens les plus soumis à l'autorité de Rome, il n'en alla pas de même en France où aucune bulle ne pouvait avoir d'effet sans être enregistrée par le Parlement, ce que celui-ci se garda bien de faire, pour des raisons politiques. Très rapidement, la franc-maçonnerie française sera donc principalement composée de catholiques, dont de nombreux prêtres, et le restera jusqu’à la Révolution française.
Entre les années 1740 à 1760, naît en France, dans les milieux de la haute aristocratie, une forme originale et mixte de la franc-maçonnerie, sous le nom de « maçonnerie d'adoption », elle se répand assez largement dans les provinces, elle se dote d'une honorifique « Grande maîtresse de l'Ordre d'adoption » en la personne de la duchesse de Bourbon-Condé, sœur du duc de Chartres.
En 1743, après le décès du duc d'Antin, c'est Louis de Bourbon-Condé (1709-1771), comte de Clermont, prince du sang et futur membre de l'Académie française qui lui succède en tant que « Grand Maître de toutes les loges régulières de France ». Il le restera jusqu’à sa mort, en 1771.
Vers 1744 on compte déjà une vingtaine de loges à Paris et autant en province. Les loges de province sont le plus souvent fondées par des maçons en déplacement pour leurs affaires, mais surtout par l'intermédiaire des loges militaires, au fil des déplacements de leurs régiments : lorsqu'une loge militaire quitte ses quartiers d'hiver, il n'est pas rare en effet qu'elle laisse dans son sillage l'embryon d'une nouvelle loge civile. C'est de cette époque que datent les nombreuses expressions d'origine militaire encore en usage dans les banquets maçonniques modernes, telles que le célèbre « canon » désignant un verre, ou la « poudre forte » désignant le vin.

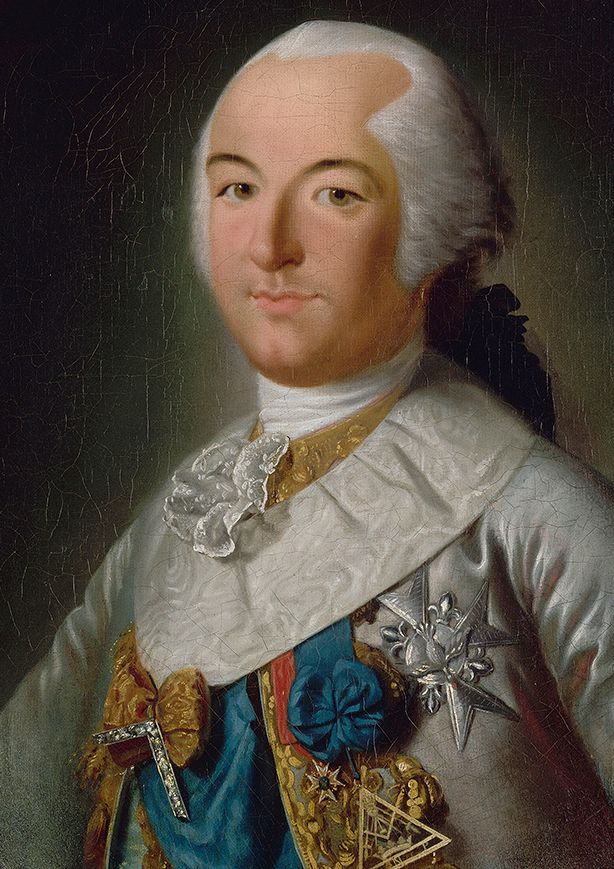
Philippe d'Orléans en grand maître du Grand Orient de France.

En 1771, Louis Philippe d'Orléans succède au comte de Clermont à la tête de la franc-maçonnerie française. Sous son autorité et avec le soutien des loges de province contre l'hégémonie de celles de Paris, la Grande Loge de France est réorganisée et change de nom pour devenir en 1773 le Grand Orient de France, qui regroupe quelque 600 loges. Seuls quelques « vénérables », principalement parisiens, refusant de ne plus être présidents à vie de leur loge, résisteront à cette réforme en formant une « Grande Loge de Clermont » qui poursuivra son activité jusqu'en mai 1799.
Après la Révolution française, le jésuite Augustin Barruel écrivit que les francs-maçons avaient activement préparé la révolution de 1789, ce qui accrédita parfois l'idée d'un complot maçonnique dans la révolution française. Cette thèse fut ensuite souvent reprise, notamment sous la Troisième République, par quelques auteurs catholiques qui y voyaient un argument anti-maçonnique et anti-républicain, ainsi que par différents francs-maçons qui y voyaient un argument de nature à renforcer leur image auprès du gouvernement.
Il y eut en réalité des francs-maçons dans tous les camps. Ainsi le duc de Luxembourg, bras droit du grand maître et initiateur de la fondation du Grand Orient de France, émigre dès juillet 1789. Une loge aristocratique comme « La Concorde », de Dijon se saborde dès août 1789. Le grand maître du Grand Orient lui-même, devenu « Philippe-Égalité » renie publiquement la maçonnerie en 1793, peu de temps avant de finir sur l'échafaud. Et si le Grand Orient proclame son attachement à la forme démocratique de gouvernement dès janvier 1789, il est contraint de cesser ses activités par la Terreur de 1793 à 1796. Alors qu'on dénombrait près de 1 000 loges à la veille de la Révolution, 75 loges seulement seront en mesure de reprendre leurs travaux en 1800.
Cependant les loges avaient, par leur fonctionnement dans les années antérieures, pris une certaine indépendance vis-à-vis de l'État et de l'Église, ce qui avait vraisemblablement contribué à l'éclosion d'aspirations nouvelles. Parmi les francs-maçons actifs de l'époque révolutionnaire, citons Mirabeau, Couthon, La Fayette, La Rouërie, Choderlos de Laclos, David et Rouget de l'Isle, créateur de l'hymne national La Marseillaise.

### LeXIXesiècle

#### 1erEmpire
Le plébiscite du 6 novembre 1804 légitime l'Empire de Napoléon Ier. Dans les jours qui suivent, les francs-maçons français apprennent que son frère Joseph Bonaparte est nommé grand maître du Grand Orient de France, dont l'administration effective est confiée à Jean-Jacques-Régis de Cambacérès.
Aucun élément matériel ne permet d'affirmer que Napoléon lui-même aurait été maçon. D'ailleurs, il est critique sur la franc-maçonnerie dans les propos qu'il tient à Sainte-Hélène :
« C'est un tas d'imbéciles qui s'assemblent pour faire bonne chère et exécuter quelques folies ridicules. Néanmoins, ils font de temps à autre quelques bonnes actions. »
Pendant l'Empire, le Grand Orient de France, étroitement contrôlé par le pouvoir politique, réunit progressivement sous son égide la quasi-totalité de la franc-maçonnerie française qu'il développe de nouveau pour atteindre rapidement le nombre de 1200 loges, dont de très nombreuses loges militaires. La franc-maçonnerie française apparait ainsi largement instrumentée pendant l'Empire, selon les auteurs Gerard Hertault et Abel Douay qui la décrivent durant toute cette période comme « réduite à cette manière de parti, instrument au service de la politique impériale ». Sur les 26 maréchaux du Premier Empire, 18 étaient maçons. Sur les 2400 généraux qui servirent entre 1792 et 1825, on comptait 400 franc-maçons à la date de 1803.
En 1804, le comte Alexandre de Grasse-Tilly (1765-1845) venant des Antilles, rentre en France muni de pouvoirs émanant du Suprême Conseil de Charleston, fondé en 1802. Il établit alors un Suprême Conseil de France et contribue à la création d'une « Grande Loge générale écossaise de France », placée sous la protection de Kellerman. Le centralisme d'état exige alors la fusion de ces deux institutions et l'obtient pendant quelques années.
À la suite de la campagne d'Égypte de 1799, la société française se passionne pour l'histoire de ce pays. Vers 1810, le Rite de Misraïm et la franc-maçonnerie dite « égyptienne » apparaissent dans les milieux français installés en Italie. Ils s'installent en France en 1814. Dès le début de la Restauration, en 1814, le comte de Grasse-Tilly réveille le conflit qui ne cessera plus d'opposer jusqu’à la fin du siècle le Grand Orient de France, qui se veut le centre d'union de toute la franc-maçonnerie française et le Suprême Conseil de France, jaloux de l'indépendance du Rite écossais ancien et accepté. La fin de l'Empire entraîne un important affaiblissement de la franc-maçonnerie française qui avait été l'un de ses piliers et qui voit son nombre de loges décroître jusqu’à 300 autour de l'année 1820.

#### IIeRépublique et Second Empire
Pendant tout le XIXe siècle la franc-maçonnerie française se démocratise et se politise progressivement : de nombreux francs-maçons sont parmi les révolutionnaires de 1830 et à l'exception de Lamartine et Ledru-Rollin, tous les membres du gouvernement provisoire de 1848 sont francs-maçons. À la suite des excommunications répétées de l'Église catholique, devenues applicables en France depuis le Concordat, les catholiques quittent progressivement les loges, qui, par contrecoup, deviennent de plus en plus anticléricales.
En 1851, Napoléon III met fin à la Deuxième République. Le Second Empire commence. Comme son oncle l'avait fait avant lui, il offre sa protection à la franc-maçonnerie française, tout en la mettant sous tutelle. Il obtient du Grand Orient de France que celui-ci élise le prince Murat à la grande maîtrise. En 1862, le Grand Orient ayant obtenu que celui-ci ne se représente pas, Napoléon III décida de nommer lui-même son successeur, en la personne du maréchal Magnan qui n'était pas franc-maçon et auquel il fallut conférer rituellement en toute hâte les 33 degrés de l'écossisme. Le décret impérial ayant oublié de le mentionner, l'autre obédience maçonnique française, le « Rite écossais », dirigé par l'académicien Jean Viennet (1777-1868) parvint de justesse à conserver son indépendance.
Deux ans plus tard, l'empereur autorisa de nouveau le Grand Orient à élire son grand maître. Magnan fut élu et resta grand maître jusqu’à sa mort en 1865. L'archevêque de Paris donna l'absoute devant son cercueil revêtu de ses insignes maçonniques, ce qui lui fut reproché ensuite par le pape. Tirant la leçon de cette période d'autoritarisme, le Grand Orient supprima la grande maîtrise à la fin de l'Empire, confiant sa direction à un « président du Conseil de l'Ordre ».
En 1870, on compte environ 18 000 francs-maçons au Grand Orient de France et 6 000 au Rite écossais.

#### Commune de Paris etIIIeRépublique

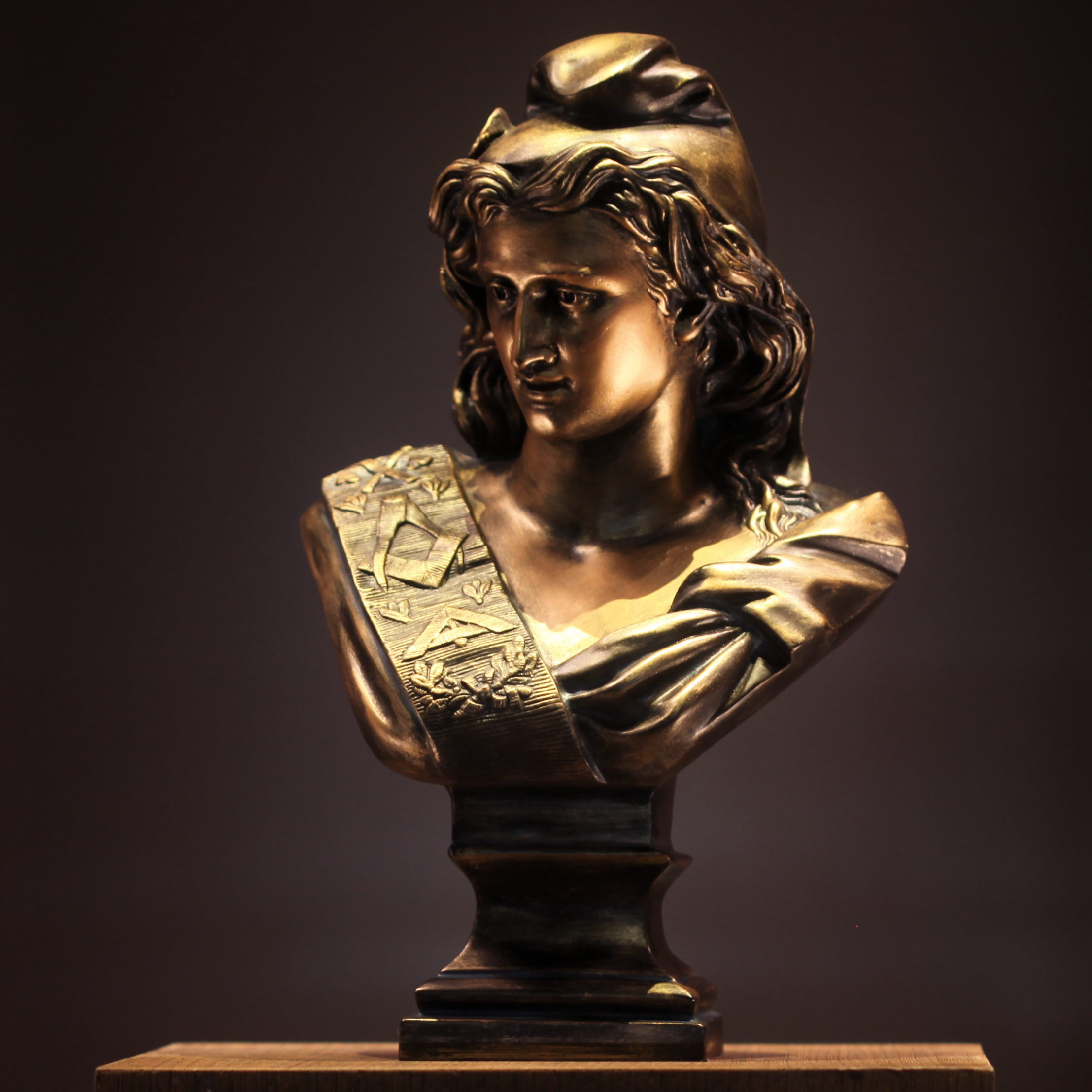
Marianne maçonnique, Jacques France (1879).

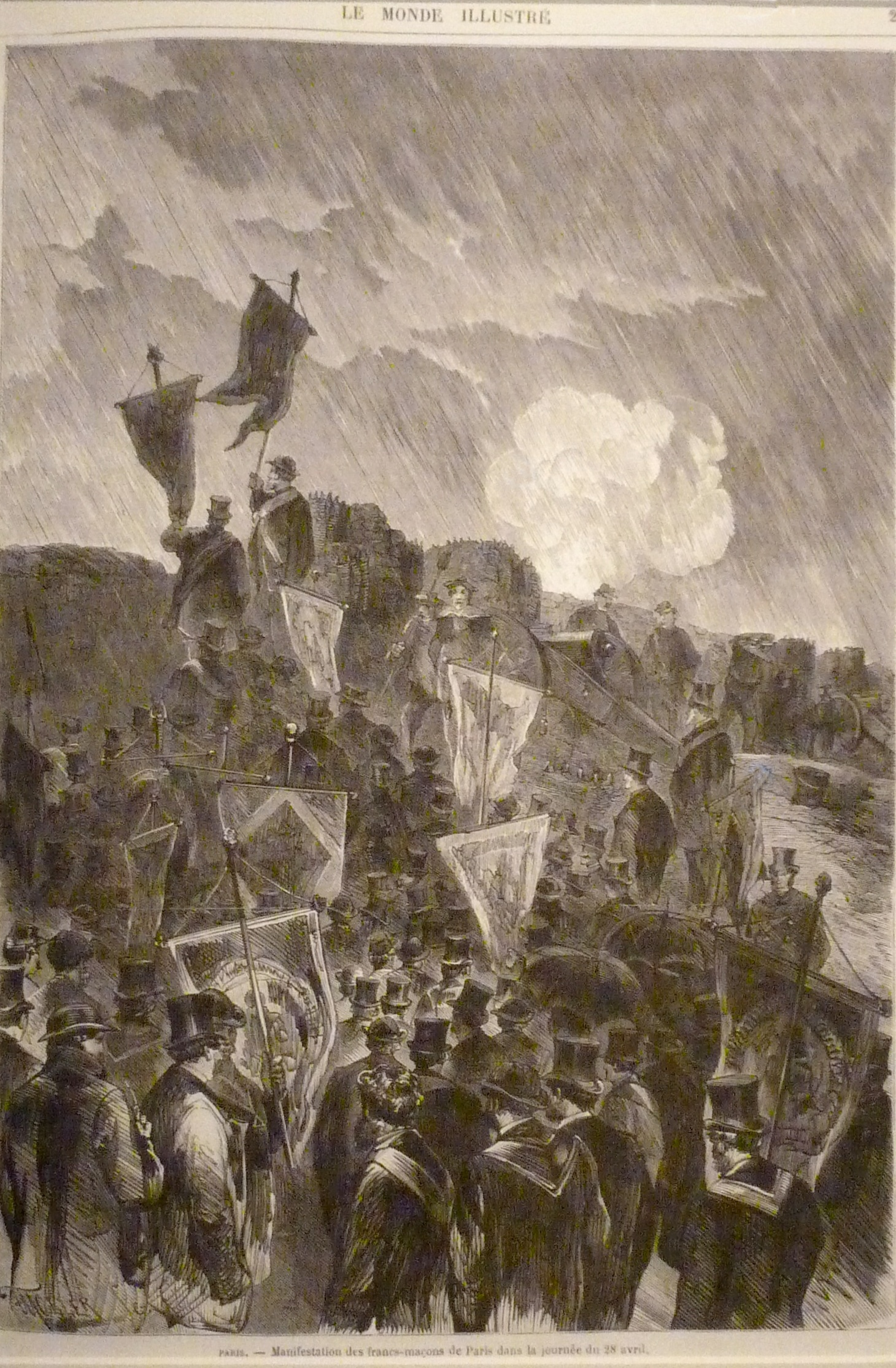
29 avril 1871 : manifestation pacifiste de francs-maçons sur les fortifications à Porte Maillot pour demander l'arrêt des bombardements de Paris et l'ouverture de négociation. Gravure de F. Moller.

En mars 1871 commence la Commune de Paris, dans laquelle les francs-maçons de la capitale s'impliqueront fortement. Le Frère Thirifocq, militant socialiste, membre de la loge « le libre Examen » du Suprême conseil de France demande que les bannières maçonniques soient plantées sur les remparts et qu'elles soient « vengées » dans le cas où elles seraient trouées par les balles des Versaillais. De nombreux francs-maçons figurent parmi les révolutionnaires, dont Jules Vallès ou Élisée Reclus. Le 29 avril 1871 eut lieu une grande manifestation rassemblant devant les forces versaillaises plusieurs milliers de francs-maçons des deux obédiences derrière des dizaines de bannières. Cette manifestation fut suivie de l'entrevue entre les deux émissaires de la Commune (dont Thirifocq) et Adolphe Thiers, qui se solda par un échec puis par l'écrasement de la Commune par les Versaillais. Contrairement à celles de Paris, les loges de province ne soutinrent pas la Commune et, dès la fin de celle-ci, le Grand Orient désavoua officiellement l'action des loges parisiennes pour se rallier à Thiers et à la Troisième République dans laquelle il fut amené à jouer un rôle de premier plan.
Le 8 juillet 1875, Jules Ferry (futur ministre de l'Instruction Publique de la République) et Émile Littré (auteur éponyme du dictionnaire) sont initiés par la loge « la Clémente Amitié ». La République française, qui veut ouvrir des écoles laïques sur tout le territoire, entre en conflit ouvert avec l'Église catholique qui s'y oppose. C'est dans ce contexte que le Grand Orient, qui apporte officiellement son soutien à la République, décide en 1877 de supprimer pour ses membres l'obligation de croire en l'existence de Dieu et l'immortalité de l'âme, et pour ses loges l'obligation de travailler « À La Gloire du Grand Architecte de l'Univers ». En théorie chaque loge reste libre de son choix de continuer ou pas à respecter cet ancien landmark de la franc-maçonnerie, mais en pratique, dans un climat envenimé par 30 années de conflit ouvert entre la République et l'ancienne religion d'État, toutes les références à la religion seront progressivement supprimées des rituels du Grand Orient.
Du côté du Rite écossais du Suprême Conseil de France, l'obligation traditionnelle n'est pas supprimée, mais son Grand Commandeur Crémieux rappellera avec vigueur dès 1876 que sa juridiction n'impose « aucune forme au Grand Architecte de l'Univers ». Le Suprême Conseil doit également faire face à une fronde des loges des trois premiers grades, qui entendent s'affranchir de sa tutelle. Il finira par leur accorder leur indépendance au sein de la Grande Loge de France (2e du nom) fondée en 1894 pour administrer les trois premiers grades de la franc-maçonnerie du Rite écossais ancien et accepté.
De 1893 à 1899, la France voit se constituer la première obédience maçonnique mixte, qui deviendra très rapidement internationale: l'Ordre mixte international du Droit humain, qui adopte lui aussi le Rite écossais ancien et accepté.

### LeXXesiècle

#### Affaire des fiches et Première Guerre mondiale
Le XXe siècle débute avec un scandale qui laissera des traces durables et qui témoigne bien de l'implication de la franc-maçonnerie française dans la politique : l'affaire des fiches. Elle débute en 1901 lorsque le général Louis André, ministre de la guerre et franc-maçon, met en fiches les convictions philosophiques et religieuses de quelque 27 000 officiers, pour gérer leur avancement. Les renseignements sont fournis par des centaines de francs-maçons dans tout le pays. En 1904, la presse s'empare de l'affaire. Le scandale est immense et s'achèvera par la démission du général Louis André.
En 1913, deux Loges, « le Centre des Amis » et la « Loge Anglaise 204 » quittent le Grand Orient et fondent la « Grande Loge nationale indépendante et régulière », qui sera immédiatement reconnue par la Grande Loge unie d'Angleterre et qui restera jusque dans les années 1960 principalement animée par des Anglais ou des Américains résidant en France. En 1948, cette obédience changera de nom pour celui de Grande Loge nationale française qu'elle porte encore en 2017.
Si le courant pacifiste qui apparaît en France avant la Première Guerre mondiale se manifeste aussi dans la franc-maçonnerie, il disparaît dans celle-ci comme dans le reste du pays dès le début du conflit et le premier cabinet d'Union sacrée comprend neuf francs-maçons. Une conférence internationale réunit en janvier 1917, au siège de la Grande Loge de France, plusieurs obédiences européennes. Il y est lancé un appel à la création de la Société des Nations. Une conférence similaire réunit en juin 1917 les représentants de 16 obédiences alliées ou neutres au siège du Grand Orient de France avec les mêmes objectifs.
Après les pertes dues à la guerre, la franc-maçonnerie française reprend sa progression : le Grand Orient de France passe de 23 000 membres en 1919 à 33 000 dans les années 1930, tandis que la Grande Loge de France passe de 6 300 membres à 16 000 sur la même période.
En 1922, le congrès de l'Internationale communiste, à la demande de Zinoviev, interdit la double appartenance au parti communiste et à la franc-maçonnerie. La plupart des francs-maçons socialistes qui avaient choisi le parti communiste après la scission du congrès de Tours le quittent alors. Des loges de réfugiés russes, fermées par les bolchéviques, se reconstituent en France : « Astrée » la Grande Loge, « l'étoile du Nord » et « la Russie libre » au Grand Orient.

#### Entre-deux-guerres et Seconde Guerre mondiale
Entre les deux guerres mondiales, la franc-maçonnerie française occupe une place majeure dans l'appareil politique de la République et s'implique fortement dans ses combats. Elle sera donc particulièrement touchée lorsque la République s'effondrera face aux troupes allemandes en 1940. Le régime de Vichy promulgue le 13 août 1940 une loi qui dissout les sociétés secrètes. En octobre-novembre 1940 a lieu à Paris, au Petit Palais, une exposition anti-maçonnique intitulée : « La franc-maçonnerie dévoilée », avant qu'elle soit présentée en province et à Berlin. Le thème général affirme l'existence d'un complot de l'anti-France, qui aurait été responsable de l'effondrement du pays, et qui aurait été organisé, selon les thèses de l'Action française, par « le juif, le protestant, le maçon et le métèque ».
Un service des sociétés secrètes est organisé en 1941. Bernard Faÿ, administrateur de la Bibliothèque nationale, est nommé à sa tête et chargé de classer les archives saisies dans les loges, d'orchestrer la propagande anti-maçonnique et surtout de dresser des fiches afin de répertorier tous les anciens francs-maçons, de les surveiller et de les radier des professions libérales comme de la fonction publique. Ce service publie la revue Documents maçonniques qui voit dans la franc-maçonnerie l'une des causes principales de la défaite. Une loi de 1941 applique le « statut des juifs » aux francs-maçons. Le film anti-maçonnique Forces occultes est réalisé et projeté à Paris en 1943.

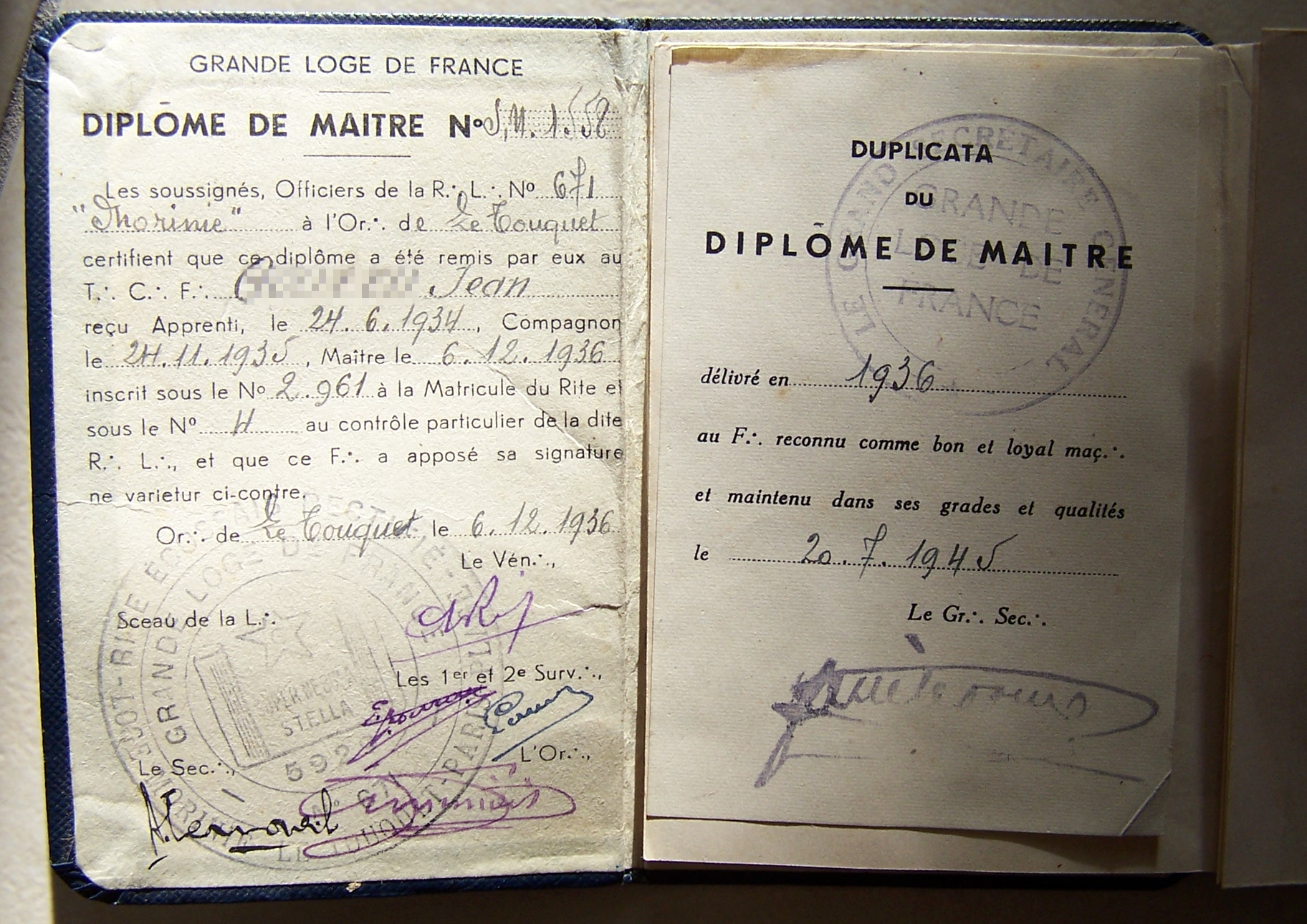
Page de garde de diplôme maçonnique témoignant de l'épuration, 1945.

À la Libération, un millier de francs-maçons français ont été déportés ou tués, la plupart pour leurs activités de résistance ou à cause de leurs origines juives. Les temples ont été pillés, les archives confisquées. Lorsque les loges se relèvent, des comités d'épuration souvent spontanés se mettent en place. Au total, le nombre de francs-maçons actifs a diminué des deux tiers. La franc-maçonnerie française mettra vingt ans à retrouver ses effectifs d'avant-guerre. Elle préfère désormais se tourner davantage vers la réflexion philosophique, voire spirituelle que l'action directement politique. Alors que jusqu'en 1940, les maçons défilaient au grand jour, leurs réunions étant annoncées dans la presse, ils se protègent dorénavant dans la discrétion.
La condamnation communiste de la franc-maçonnerie diminue considérablement en France à partir de 1945, le Parti communiste annule à la libération la XXIIe résolution qui interdit la double appartenance, principalement en raison de la fraternité née pendant la Résistance entre gaullistes, communistes et francs-maçons face à leur ennemi commun : le régime de Vichy.

#### Reconstruction, féminisation et division
En 1945, les francs-maçonnes des loges d'adoption de la Grande Loge de France se constituent en une « Union maçonnique féminine de France », qui deviendra en 1952 la Grande Loge féminine de France. En 1959, cette obédience abandonne le Rite d'adoption pour le Rite écossais ancien et accepté.
En 1958, des Frères de la Grande Loge nationale française, en désaccord avec la non-reconnaissance d'autres obédiences françaises, fondent la « Grande Loge nationale française dite : Opéra » devenue depuis la Grande Loge traditionnelle et symbolique Opéra (GLTSO).
En 1964, la Grande Loge de France signe un accord avec le Grand Orient de France qui provoque une scission en son sein et au sein du Suprême Conseil de France. Le grand commandeur Charles Riandey, accompagné de quelques centaines de frères, quitte alors le suprême conseil pour en fonder un autre, sous l'égide de la Grande Loge nationale française, dénommé « Suprême Conseil pour la France ».
Depuis les années 1970, on assiste en France à un très grand nombre de scissions qui ont donné naissance à plusieurs petites obédiences, ainsi qu'à de multiples micro-obédiences et à quelques loges indépendantes. Si le sérieux de quelques-unes d'entre elles est unanimement reconnu, la conformité aux traditions maçonniques de quelques autres n'est pas toujours bien établie. Certains auteurs voient dans cette tendance le reflet de l'atomisation individualiste et du rejet des institutions qui caractérisent, selon eux, l'actuelle société française.

### LeXXIesiècle
Le 20 février 2002, à Paris, les grands maîtres, grandes maîtresses et présidents de neuf obédiences signent le texte fondateur de la « Maçonnerie française », expression dont le Grand Orient de France dépose la marque. En octobre 2002, cet ensemble d'obédiences crée l'Institut maçonnique de France qui a pour but de « promouvoir l'image culturelle de la maçonnerie française à travers son patrimoine historique, littéraire, artistique et sa diversité » et de « redécouvrir, approfondir et faire mieux connaître à tous les publics intéressés les valeurs culturelles et éthiques de la franc-maçonnerie ». L'IMF est à la fois une fondation pour la culture maçonnique et un centre d'études et de recherches. Il organise chaque année un salon du livre maçonnique et décerne un prix littéraire qui récompense un auteur non maçon défendant des idées et des valeurs proches de celles de la franc-maçonnerie. En juillet 2006, la Grande Loge de France décide de se retirer de cette association et le Grand Orient de France accepte d'annuler la marque « Maçonnerie Française » auprès de l'INPI.
Entre 2010 et 2011, après diverses péripéties réglementaires et juridiques, le Grand Orient de France, d'obédience strictement masculine depuis sa création en 1773 et sans avoir modifié son règlement général, laisse ses loges maçonniques initier des femmes ou affilier des sœurs, selon les mêmes règles qui régissent celles des hommes.
De 2008 à 2012 une forte crise se développe au sein de la Grande Loge nationale française, seule obédience reconnue « régulière » par la Grande Loge unie d'Angleterre (GLUA), principalement autour de la conception de la grande maîtrise exprimée par le grand maître, ainsi que des pratiques et des modalités de sa gouvernance, notamment quant aux rapports qu'il entretient avec la classe politique. L'ampleur des dissensions emmènent l’obédience devant les tribunaux qui désignent un administrateur judiciaire en 2011 affecté à la gestion des affaires internes de l'obédience. Plusieurs obédiences dont la GLUA retirent ou suspendent leur reconnaissance à l'obédience française.
En décembre 2012, un nouveau grand maitre est élu: il met en œuvre une restructuration de l’obédience, qui aboutit en juin 2014, à une reprise de la reconnaissance de la Grande Loge unie d'Angleterre. En 2015, les obédiences européennes ont toutes restauré leurs relations d'amitié avec la Grande Loge nationale française. Ces décisions parachèvent le rétablissement de sa reconnaissance au sein de l'ensemble des grandes loges « régulières » dans le monde. Au cours de cette crise, la GLNF voit ses effectifs se réduire considérablement, passant de 43 500 membres en 2010 à 26 200 en mars 2013 et la création d'une nouvelle obédience issue de celle-ci, la Grande Loge de l'Alliance maçonnique française (GL-AMF).

## Principales obédiences françaises

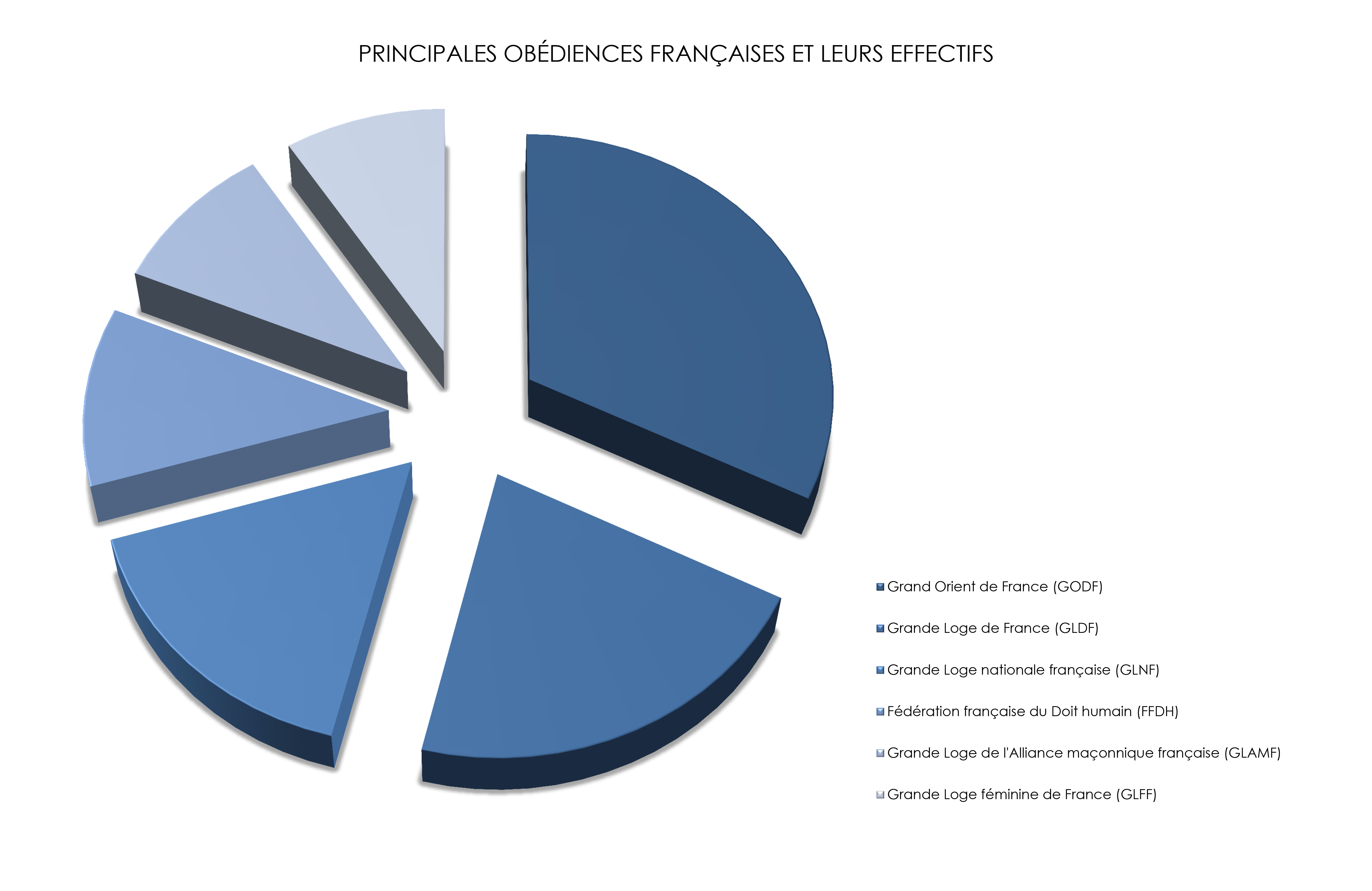
Partage des effectifs maçonniques en France par obédience, en 2014.

Il y a, en 2014, environ 175 000 adhérents aux diverses loges maçonniques. Les obédiences françaises ne se reconnaissent pas toutes entre elles mais leurs membres, indépendamment des nuances voire des divergences de leurs obédiences, se reconnaissent le plus souvent entre eux comme frères et sœurs.

### Groupe de reconnaissance de la«Maçonnerie française»
La « Maçonnerie française » (MF) est une association qui regroupe depuis juin 2001, huit obédiences. L'organisation a notamment pour but la fondation d'organismes autour de la franc-maçonnerie, pour l'étude et la diffusion de celle-ci. L’Institut maçonnique de France (IMF) et, en 2002, l’Ordre maçonnique de La Fayette sont deux des associations fondées par la MF. L'Ordre de La Fayette est destiné à distinguer les francs-maçons étrangers ayant personnellement contribué, à travers le monde, à l’illustration des valeurs fondamentales de l’institution.
Le tableau ci-dessous regroupe les obédiences membres de la « Maçonnerie française », rangées dans un ordre protocolaire fondé sur leur ancienneté.
|                                                | Date de fondation | Nbr. adhérents   | Nbr. loges |
| Grand Orient de France                         | 1773              | 50 000 (0,3 % F) | 1 250      |
| Fédération française du « Droit humain »       | 1893              | 17 000 (67 % F)  | 518        |
| Grande Loge féminine de France                 | 1952              | 14 000 F         | 400        |
| Grande Loge traditionnelle et symbolique Opéra | 1958              | 4 700 H          | 300        |
| Grande Loge féminine de Memphis-Misraïm        | 1965              | 1 300 F          | 50         |
| Loge nationale française                       | 1968              | 350 H            | 25         |
| Grande Loge mixte universelle                  | 1973              | 1 400 (52 % F)   | 70         |
| Grande Loge mixte de France                    | 1982              | 4 200 (45 % F)   | 188        |

### Groupe de reconnaissance de la Grande Loge unie d'Angleterre
La Grande Loge nationale française, seule obédience reconnue par la Grande Loge unie d'Angleterre avant la suspension des relations par cette dernière en juillet 2011,. Elle n'a aucune relation avec les autres obédiences françaises. Créée en 1913 par deux loges ayant quitté le Grand Orient de France (1773), elle est la deuxième obédience française en nombre de frères jusqu'en 2012. Composée de 44 000 adhérents (en 2010) et de 1 456 loges, une scission importante en 2012 réduit ses effectifs. Théiste, elle requiert de ses membres de travailler à la Gloire du Grand Architecte de l'Univers, défini comme Dieu, unique et révélé. Elle ne reconnaît pas l'initiation féminine. La Grande Loge unie d'Angleterre lui restitue sa reconnaissance en 2014.

### Le cas particulier de la Grande Loge de France
Il existe en France une autre obédience historique, la Grande Loge de France, dont le statut est un peu particulier, puisqu'elle revendique son indépendance par rapport aux deux grands pôles de reconnaissance mentionnés plus haut. Strictement masculine, ayant obtenu en 1894 son indépendance du Suprême Conseil de France fondé en 1821, elle est composée de 34 000 adhérents en 2015. Dans la querelle du Grand Architecte de l'Univers, elle s'en est toujours tenue à la position du convent de Lausanne de 1875 sans condamner pour autant le Grand Orient de France ni les autres obédiences dites « libérales ». Elle propose une voie intermédiaire axée sur un travail spirituel et philosophique entre les groupes maçonniques théistes proches des anglo-saxons et les obédiences plus marquées par des thématiques sociétales.
En amitié avec des obédiences libérales à travers le monde, elle cherche à développer son particularisme en créant directement des loges à l'étranger, ou par le biais de relations internationales notamment au sein de la Confédération des Grandes Loges Unies d'Europe ou par ses liens avec certaines obédiences Prince Hall aux États-Unis.

### Obédiences récentes ou récemment refondées
Depuis une trentaine d'années, il apparaît et disparaît de nouvelles obédiences françaises chaque année. Ce mouvement s'est notablement amplifié à la suite de la crise des rites maçonniques égyptiens en 1998. Certaines de ces obédiences sont d'une origine et d'une tradition bien connue et documentée. D'autres sont d'une origine et d'une authenticité plus difficilement vérifiables et ne réunissent que quelques dizaines de membres. Des risques de dérives diverses, par exemple sectaires, peuvent exister dans certains cas.

### Loges indépendantes ou«sauvages»
Toutes les époques, depuis les origines, ont également vu apparaître puis rapidement disparaître un certain nombre de loges indépendantes, parfois qualifiées de « sauvages », c'est-à-dire travaillant seules, en dehors de toutes obédiences, souvent à l'initiative d'un dirigeant charismatique ayant une conception très originale, voire parfois tout à fait personnelle, de la franc-maçonnerie. Pour ce qui concerne la France, ce fut le cas par exemple de loges occultistes ou mystiques d'inspiration plus ou moins maçonniques créées par des personnalités comme Cagliostro et Papus, mais aussi de quelques loges tout à fait maçonniques ayant fonctionné clandestinement pendant l'occupation. Ce mouvement de création de loges indépendantes de toute fédération et de tout contrôle, s'est considérablement accéléré dans les années 1970 et les principales obédiences mettent généralement en doute le caractère authentiquement maçonnique de ces groupuscules récents aux origines incertaines.

## Critiques et scandales
La franc-maçonnerie française a dû faire face au cours de son histoire à différentes critiques et à quelques scandales :
- Au XVIIIe siècle, c'est le pape Clément XII qui souhaite la faire interdire partout dans le monde, pour des raisons plus politiques que religieuses, principalement liées à la situation en Toscane[14]. Toutefois la bulle in eminenti apostolatus specula n'ayant pas été enregistrée par le parlement de Paris, elle ne fut jamais appliquée en France.
- À la fin du XIXe siècle, pendant le conflit qui oppose la République à l'Église catholique, elle se range résolument du côté de la première, au point qu'elle fut parfois surnommée « l'Église de la République ». Ses réseaux furent à l'époque puissants[61], elle est impliquée dans l'affaire des fiches.
- Dans les années 1990, des francs-maçons sont impliqués dans diverses affaires politico-financières relatées par la presse, comme l'affaire des HLM de Paris, l'affaire des HLM des Hauts-de-Seine, l'affaire de la DCN de Toulon, l'affaire du tribunal de Nice, les affaires de la mairie de Nîmes, l'affaire Elf, l'affaire Cahuzac et d'autres. Les obédiences maçonniques françaises ont toujours condamné ces pratiques et les francs-maçons condamnés par la justice ont été exclus de leur loge à la suite de ces affaires, dans lesquelles le rôle des « fraternelles » a souvent été évoqué[62].
- Bernard Méry a critiqué l'influence de la franc-maçonnerie dans la magistrature française, et dénoncé des cas de collusions et de corruption parmi celle-ci, dans deux livres qu'il a publiés en 1998 et 1999.
- En mars 2009, la journaliste Sophie Coignard écrit un livre intitulé : « Un État dans l'État ? » dans lequel elle affirme que les francs-maçons français s'organisent d'une façon très moderne pour s'entraider et exercer leur influence dans toute la société, et pose la question de la compatibilité entre le serment prononcé par un magistrat lors de sa nomination et le serment de la franc-maçonnerie[63].
- Dans une ordonnance datée de la fin 2011, les trois juges d'instruction de l'affaire du Carlton de Lille affirment y voir l'œuvre de « réseaux francs-maçons, libertins et politiques ». Selon François Koch, si rien ne prouve l'implication des obédiences en tant qu'organisations, leurs membres y sont surreprésentés : six des huit mis en examen pour « proxénétisme aggravé en bande organisée » sont francs-maçons[64]. Selon Stéphane Durand-Souffland, chroniqueur gastronomique et judiciaire du Figaro[65], la franc-maçonnerie est omniprésente dans l'affaire[66].

## Filmographie

### Cinéma
Des films se fondent sur des ressorts antimaçonnique, comme Forces occultes de Paul Riche en 1943, œuvre de propagande commandé par le régime de Vichy, la fiction From Hell sorti en 2001 ou encore Le Diable dans le sang réalisé en 2008. Toutefois, quelques films de l'industrie du cinéma américain présentent les francs-maçons de manière positive, tels Benjamin Gates et le Trésor des Templiers.

### Documentaire
Plusieurs documentaires télévisuels ont, depuis le milieu du XXe siècle, démythifié les pratiques de la franc-maçonnerie en France, en réalisant des reportages ou des enquêtes au sein des obédiences et des loges maçonniques ou encore autour de l'antimaçonnisme dont elle fut victime durant la Seconde Guerre mondiale.
- 1975 : Les Dossiers de l'écran, Les Francs maçons à visage découvert[68].
- 1989 : Voyage Au Pays Des Francs-Maçons de Serge Moati[69].
- 1999 : Des racines & des ailes, Francs maçons : le reportage[70].
- 2003 : Voyage en Franc-Maçonnerie de Georges Combe[71].
- 2007 : Dans l’ombre des Francs-maçons de Gary Lang[72].
- 2014 : La Franc-Maçonnerie d'Alice Cohen et Serge Moati[73].
- 2021 : Dans les secrets des francs-maçons de Léa Schlesinguer[74].
- 2022 :
  - Enquête de vérité: dans les secrets des francs-maçons[75].
  - Francs-maçons : l’obsession des dictateurs de Luigi Maria Perotti[76].
  - Pétain et les francs-maçons de Jean Barat[77].
  - Terra Masonica, le tour du monde en 80 loges de Tristan Bourlard[78].